# Gorgé (dcera Oinea)
Gorge nebo Gorga (starořecky Γόργη, latinsky Gorge) je v řecké mytologii dcera kalydónskeho krále Oinea a jeho manželky Althaie.
Antický autor Apollodoros z Athén uvádí, že Gorge měla čtyři bratry, Meleagra,Klymena, Toxea a Thyrea a sestru Déianeiru.
Její manžel Andraimón, převzal v Kalydónu královské žezlo . Manželům se narodil syn Thoas, který se na čele vojska na čtyřiceti lodích vypravil do války proti Tróji.
Podle antického autora Pausania byly Gorge a Andraimón pohřbeni v jedné hrobce ve městě Amfissa, které Andraimón založil.